# Miejski Zakład Komunikacyjny w Szczecinie
MZK Szczecin – nieistniejące współcześnie przedsiębiorstwo komunikacyjne ze Szczecina, zajmujące się (lata 1952–1976 i 1991–1999) przewozem autobusowym oraz (lata 1952–1976 i 1991–2009) przewozem tramwajowym na terenie Szczecina. Istniało w latach 1952–1976 i 1991–2009. 1 stycznia 2009 roku przedsiębiorstwo zostało zastąpione przez firmę Tramwaje Szczecińskie.

## Historia

### 1952–1976
Miejski Zakład Komunikacyjny w Szczecinie powstał w 1952 r. wskutek przekształceń dokonanych w przedsiębiorstwie Miejskie Przedsiębiorstwo Komunikacyjne w Szczecinie. W 1955 r. MZK otrzymało pierwszą dostawę dwuosiowych tramwajów typu N i 4N z fabryki Konstal w Chorzowie. Dwa lata później MZK wprowadziło do ruchu taksówki osobowe i bagażowe. W 1960 r. z inicjatywy dyrektora Zygmunta Klonka zakupiono dwa hydrobusy i w oparciu o nie otwarto linie promowe łączące Most Długi z Elewatorem Ewa i Stocznią Remontową Parnica. W 1963 r. hydrobusy przejęła Żegluga Szczecińska. W 1965 r. wzniesiono nowoczesne warsztaty tramwajowe, zajezdnię autobusową i budynek biurowy przy ulicy Sebastiana Klonowica 5 na osiedlu Zawadzkiego-Klonowica (współcześnie siedziba Tramwajów Szczecińskich).
W 1964 r. MZK obsługiwało następujące linie tramwajowe:
- 1 Głębokie – Potulicka
- 2 Dworzec Niebuszewo – Basen Kaszubski
- 3 Las Arkoński – Pomorzany
- 4 Budziszyńska – Dworzec Główny
- 5 Krzekowo – Stocznia Remontowa
- 6 Gocław – Dworcowa
- 7 Krzekowo – Stocznia Szczecińska
- 8 Gumieńce – Basen Kaszubski
- 9 Zajezdnia Pogodno – Potulicka

W 1964 r. MZK obsługiwało także linie autobusowe:
- 51 Kołłątaja – Osów
- 52 Gocław – Police Osiedle
- 53 Głębokie – Tanowo
- 54 Basen Kaszubski – Kijewo
- 55 Basen Kaszubski – Żydowce
- 56 Basen Kaszubski – Dąbie Osiedle
- 57 Kołłątaja – Warszewo
- 58 Stocznia – Kościelna
- 59 Krzekowo – Bezrzecze
- 60 Stocznia – Mieszka I
- 60bis Stocznia – Witkiewicza
- 61 pl. Kościuszki – Klucz-Autostrada
- 62 Basen Kaszubski – Wielgowo
- 63 Kołłątaja – Hoża
- 64 Dąbie Osiedle – Klucz
- 65 Zajezdnia Golęcin – Glinki-Nehringa

1 stycznia 1976 r. MZK Szczecin zostało przekształcone w oddział nowo powstałego Wojewódzkiego Przedsiębiorstwa Komunikacji Miejskiej w Szczecinie.

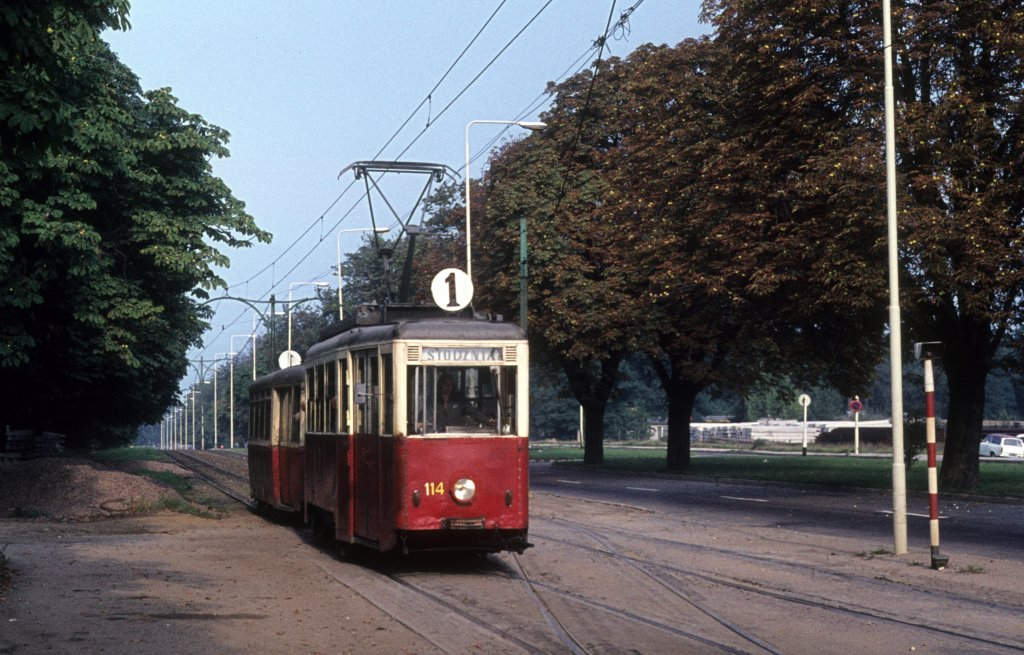
Skład tramwajów Konstal 4N i LOWA EB50 na linii nr 1, 1975 r.
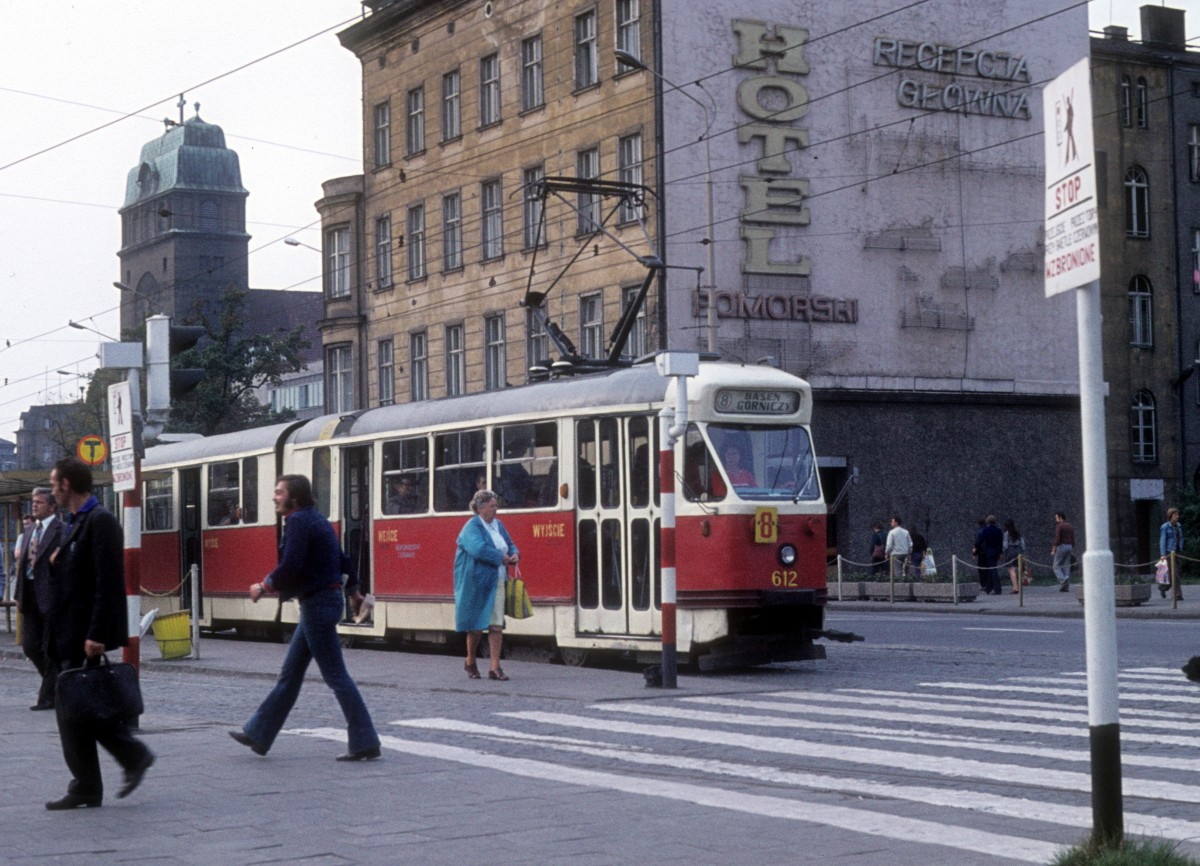
Konstal 102Na na linii nr 8, 1975 r.
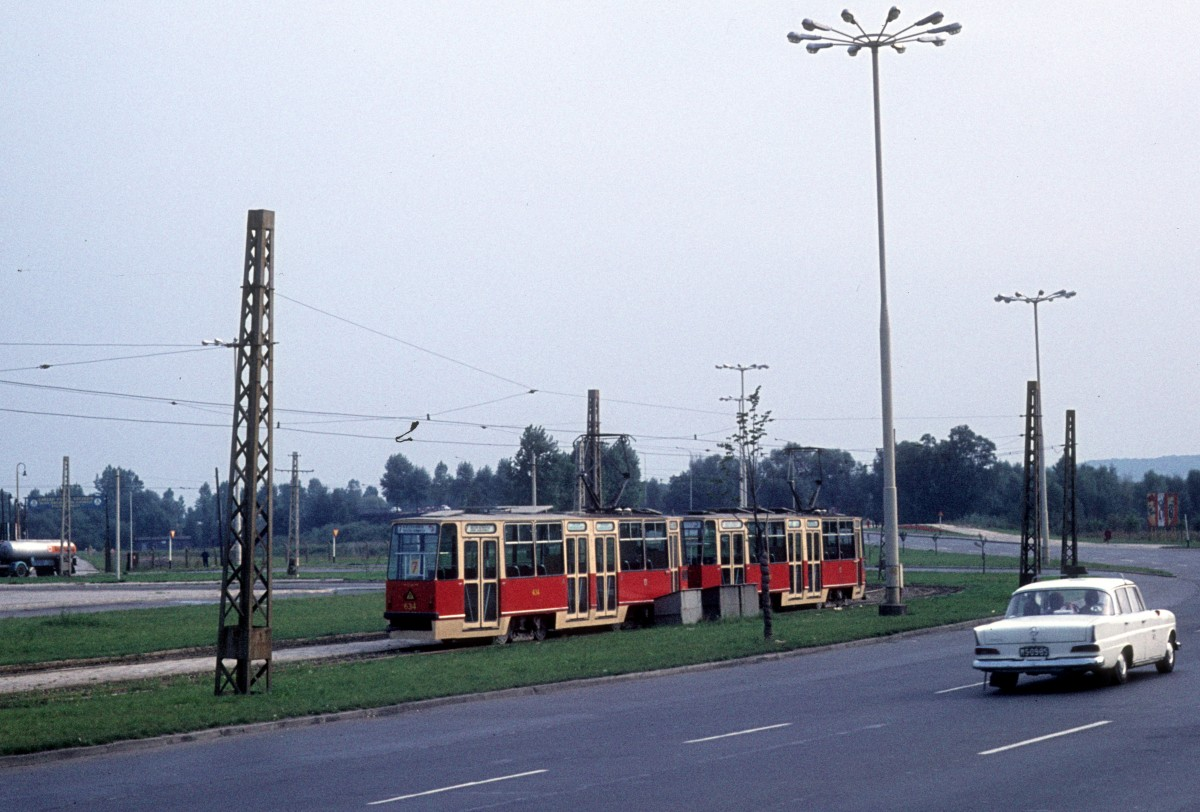
Konstal 105N na linii nr 7, 1975 r.
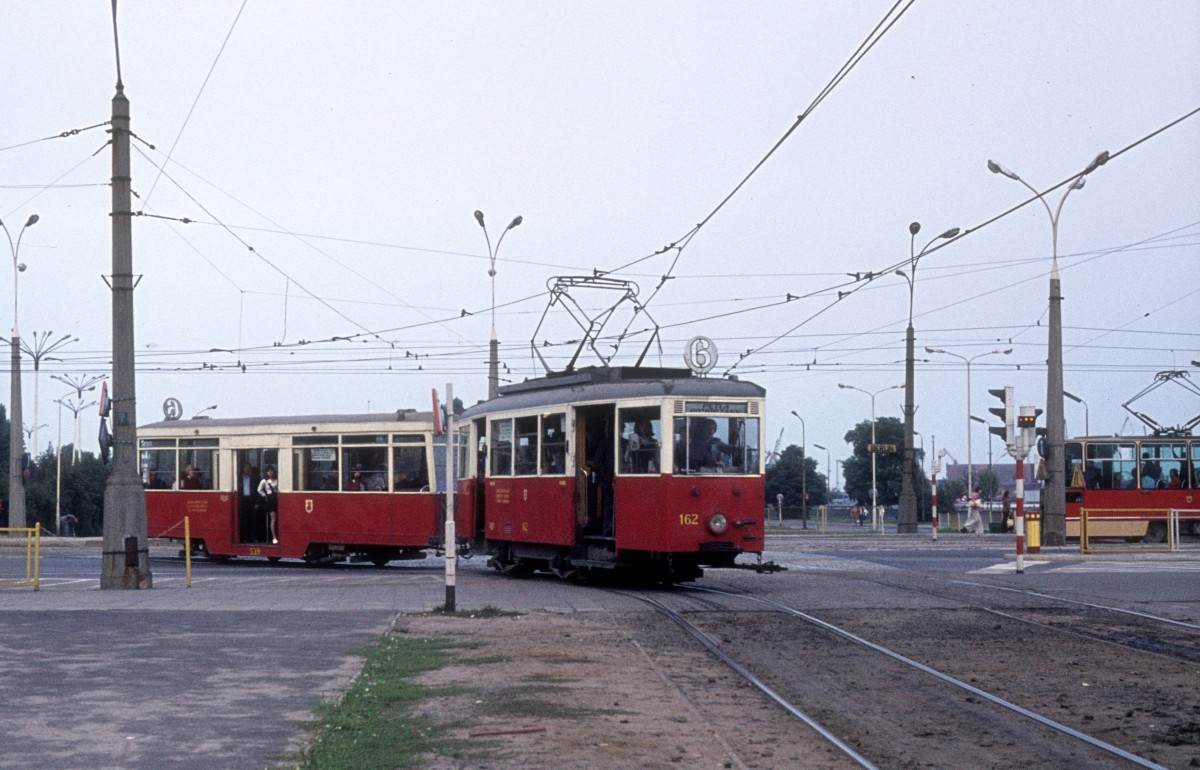
Skład wagonów Konstal N i Niesky, 1975 r.

### 1991–2009
30 kwietnia 1991 r. Miejski Zakład Komunikacyjny w Szczecinie powrócił jako samodzielne przedsiębiorstwo wskutek podziału WPKM. W listopadzie 1991 r. testowano nowe kasowniki firmy Autokomp i karty magnetyczne umożliwiające płatność za przejazdy. W tym samym roku Szczecin otrzymał z fabryki Konstal dwa tramwaje typu Konstal 106Na z rozruchem tyrystorowym. 1 stycznia 1992 r. finansowanie MZK stało się zadaniem samorządu (wcześniej środki finansowe przekazywał wojewoda szczeciński z budżetu państwa). W grudniu 1992 r. MZK dawało zatrudnienie 3486 pracownikom. Jesienią 1993 r. MZK prowadziło badania pod kątem możliwości budowy tunelu tramwajowego od ulicy Krzywoustego do ulicy Wyszyńskiego.
W 1994 r. MZK obsługiwało następujące linie tramwajowe:
- 2 Dworzec Niebuszewo – Basen Górniczy
- 3 Dworzec Niebuszewo – Pomorzany
- 4 Pomorzany – Potulicka
- 5 Krzekowo – Stocznia Szczecińska
- 6 Gocław – Pomorzany
- 7 Krzekowo – Basen Górniczy
- 8 Gumieńce – Basen Górniczy
- 9 Głębokie – Potulicka
- 11 Pomorzany – Ludowa
- 12 Dworzec Niebuszewo – Pomorzany

26 października 1995 r. MZK przedstawiło nowe malowanie zakładowe: obowiązujące od lat 50. XX wieku barwy kremowo-czerwone zastąpiono barwą białą z dodatkiem czerwono-granatowych pasów. W 1996 r. MZK Szczecin zakupiło 32 używane tramwaje Düwag GT6 z Düsseldorfu. Pierwszy taki tramwaj włączono do eksploatacji 26 marca 1996 r. 1 listopada 1999 r. ze struktur MZK wydzielono Szczecińskie Przedsiębiorstwo Autobusowe „Klonowica” oraz Szczecińskie Przedsiębiorstwo Autobusowe „Dąbie”. W 2003 r. MZK zatrudniało 698 pracowników. 1 października 2004 r. zlikwidowano zajezdnię Niemierzyn, a stacjonujący w niej tabor przeniesiono do zajezdni Pogodno i Golęcin. W 2005 r. MZK przedstawiło plany zmiany schematu malowania tramwajów. Zaproponowano malowanie granatowo-turkusowo-granatowe, kremowe z czerwonym pasem i karminowo-szaro-karminowe. Ostatecznie zmodyfikowano ówcześnie obowiązujące malowanie poprzez wprowadzenie w miejscu koloru białego koloru kremowego i czerwonego, pozostawiając granatowo-czerwone paski. Zimą 2005 r. do zajezdni Niemierzyn, w której planowano otwarcie muzeum techniki, przetransportowano pierwsze zabytkowe wagony tramwajowe. Na przełomie kwietnia i maja 2006 r. MZK testowało wypożyczone z Berlina tramwaje typu Tatra KT4DtM. Jesienią zdecydowano o zakupie 21 takich tramwajów. Rok później zakupiono z Berlina jeszcze 32 tramwaje typu Tatra T6A2D. W grudniu 2008 r. MZK przedstawiło pierwszy skład tramwajów typu Moderus Alfa HF09, który zmontowano w Centralnych Warsztatach z części dostarczonych z poznańskich zakładów Modertrans. W tym samym miesiącu MZK ogłosiło przetarg na dostawę 6 w pełni niskopodłogowych wagonów tramwajowych.

Historia MZK Szczecin zakończyła się dnia 1 stycznia 2009 r., kiedy zostało ono przekształcone w nową spółkę z ograniczoną odpowiedzialnością o nazwie Tramwaje Szczecińskie.

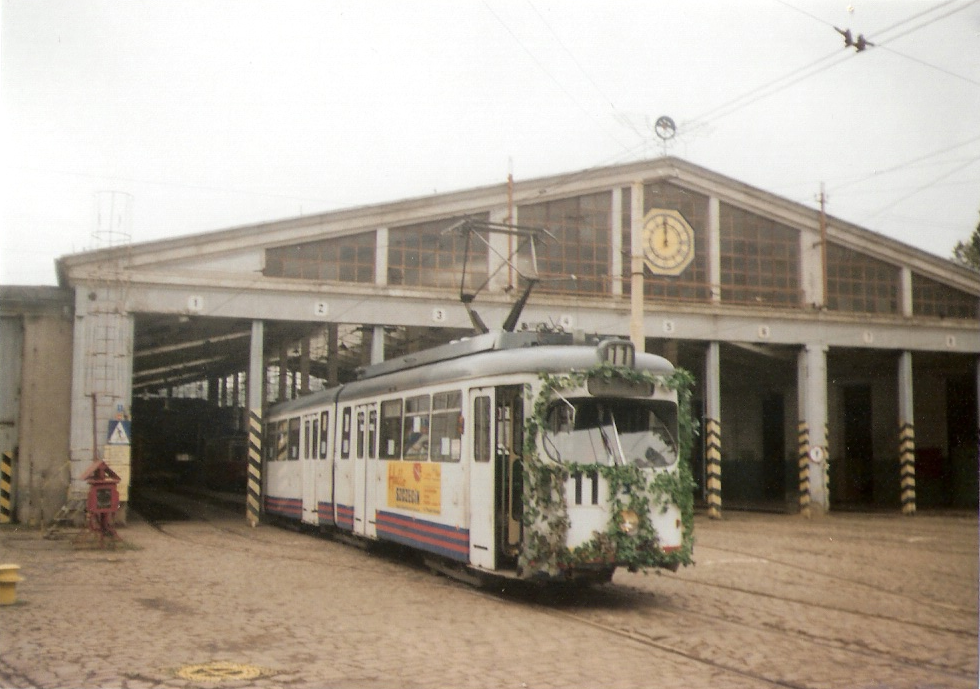
Zajezdnia tramwajowa Niemierzyn w dniu zamknięcia, 2004 r.
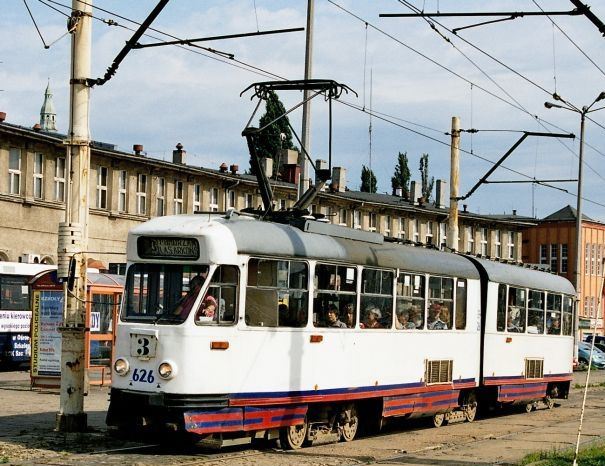
Konstal 102Na na linii nr 3 przed dworcem głównym, 2006 r.
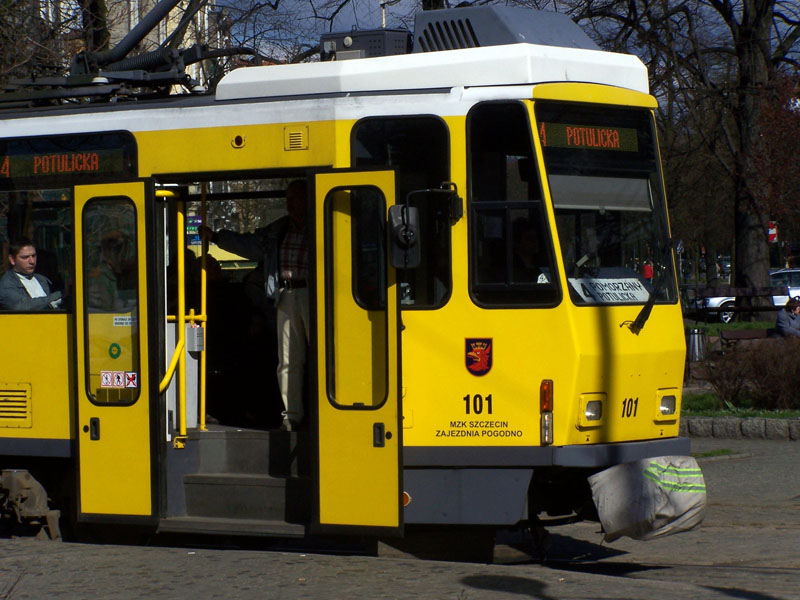
Tatra KT4DtM na przystanku Plac Grunwaldzki, 2007 r.
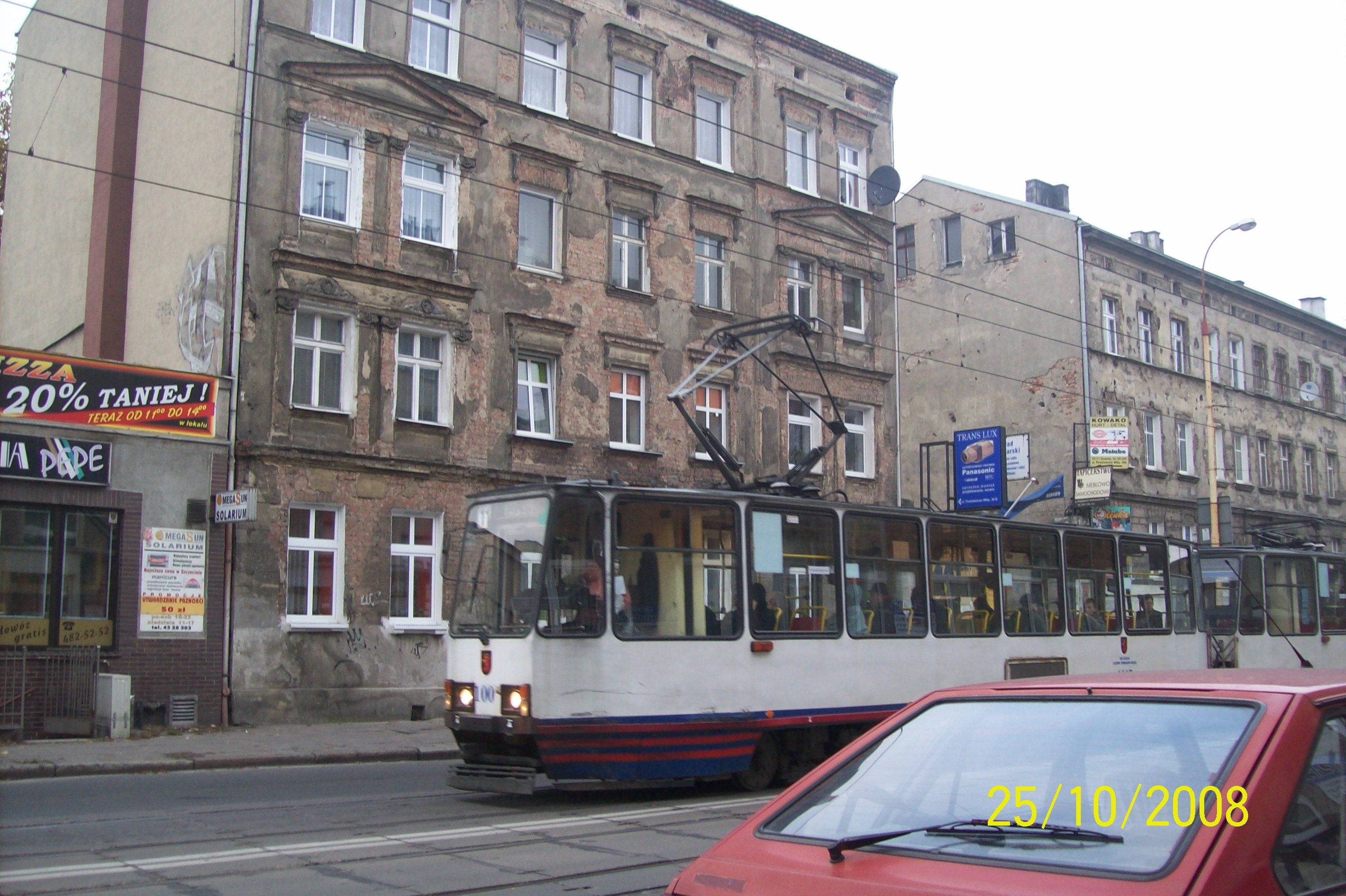
Tramwaje Konstal 105Na, 2008 r.